# 1983 год в науке
1983 год был объявлен Организацией Объединённых Наций Всемирным годом связи: развитие инфраструктур связи.

## События
- 1 января — ARPANET меняет основной протокол с NCP на TCP/IP, что привело к появлению современного интернета.
- 19 января — компания Apple выпустила персональный компьютер «Apple Lisa».
- 26 января — для IBM PC совместимых компьютеров выпущена программа Lotus 1-2-3.
- Пол Мокапетрис разработал стандарт DNS.
- 17 февраля — день рождения языка программирования «Ада».
- 8 марта — IBM выпустила персональный компьютер IBM PC/XT.
- 23 марта — запущен «Астрон», советский космический ультрафиолетовый телескоп.
- 7 апреля — полёт космического челнока Челленджер STS-6. Астронавты Стори Мюсгрейв и Дональд Петерсон, впервые за программу «Спейс Шаттл» совершили выход в открытый космос (продолжительностью 4 часа 10 минут).
- 20-22 апреля — пилотируемый полёт советского космического корабля «Союз Т-8».
- 13 июня — Пионер-10 стал первым искусственным объектом, покинувшим пределы Солнечной системы.
- 18 июня — Челленджер STS-7: Салли Райд стала первой американкой, совершившей космический полёт.
- 27 июня — запуск советского космического корабля Союз Т-9 (вернулся на Землю 23 ноября).
- 1 июля — запущен советский спутник «Прогноз-9»: начало эксперимента РЕЛИКТ-1 по изучению реликтового излучения.
- 18 июля-24 июля — полёт второй в мире женщины-космонавта С. Е. Савицкой на космическом корабле «Салют-7» в составе экипажа из пяти человек (СССР).
- 21 июля — зарегистрирована самая низкая температура на Земле за всю историю метеорологических наблюдений. На советской антарктической станции «Восток» платиновый термометр на метеоплощадке показал −89,2 °C.
- 30 августа — Челленджер STS-8: впервые в космос полетел астронавт афроамериканского происхождения Гайон Блюфорд.
- 27 сентября — Ричард Столлман анонсировал Проект GNU.
- 21 октября — за эталон метра принято расстояние, которое проходит свет в вакууме за промежуток времени, равный 1/299792458 секунды.

### События без точных дат
- Почти одновременно и независимо друг от друга Люк Монтанье во Франции и Роберт Галло в США выделили вирус, вызывающий синдром приобретённого иммунодефицита, или СПИД.
- Разработан протокол NetBIOS.
- Лаффлином была объяснена природа дробного квантового эффекта Холла.

## Изобретения
- Биполярный транзистор с изолированным затвором: фирма International Rectifier.
- Автоматический определитель номера (АОН): Кэролин Доути.

## Новые виды животных
- Животные, описанные в 1983 году

## Награды
- Нобелевская премия:
  - Физика — Субраманьян Чандрасекар — «За теоретические исследования физических процессов, играющих важную роль в строении и эволюции звёзд», Уильям Альфред Фаулер — «За теоретическое и экспериментальное исследование ядерных реакций, имеющих важное значение для образования химических элементов Вселенной».
  - Химия — Генри Таубе — «За изучение механизмов реакций с переносом электрона, особенно комплексов металлов».
  - Физиология и медицина — Барбара Мак-Клинток — «За открытие транспозирующих генетических систем».
- Премия Бальцана:
  - Социология: Эдвард Шилз (США).
  - Зоология: Эрнст Майр (Германия — США).
  - Востоковедение: Франческо Габриэли (Италия).
- Премия Тьюринга
  - Кен Томпсон и Денис М. Ритчи — «За разработку общей теории операционных систем и в частности за создание Unix».
- Большая золотая медаль имени М. В. Ломоносова
  - Андрей Львович Курсанов — за выдающиеся достижения в области физиологии и биохимии растений.
  - Абдус Салам (профессор, Пакистан) — за выдающиеся достижения в области физики.

Другие награды АН СССР
- Философия:
  - Премия имени Г. В. Плеханова — Марк Борисович Митин — советский философ, академик АН СССР — за работу «Идеи В. И. Ленина и современность»[2].
- Литературоведение:
  - Премия имени А. С. Пушкина — Дмитрий Дмитриевич Благой — член-корреспондент АН СССР, профессор филологического факультета МГУ — за книгу «Душа в заветной лире. Очерки жизни и творчества Пушкина» (Изд.2,доп., М., «Советский писатель», 1979)[3].

## Родились
- 24 февраля — Фрек Вонк, нидерландский биолог.

## Скончались
- 27 февраля — Николай Александрович Козырев, советский астроном-астрофизик.